# Rodolfo Olgiati
Rodolfo Olgiati (Lugano, 30 de junio de 1905 — Berna, 31 de mayo de 1986) fue un pedagogo y activista humanitario suizo.

## Biografía
Rodolfo Olgiati era hijo de Emilio Olgiati y de Fanny Pozzy. Asistió en la escuela en Cuera y en Berna (Suiza). Después de graduarse de la secundaria, estudió matemáticas y física en la Escuela Politécnica General de Zúrich y se graduó como profesor.
De 1929 a 1932 ejerció de profesor en la  Escuela Odenwald ("Odenwaldschule") de Ober-Hambach en Heppenheim, creada en 1910 por Paul Geheeb siguiendo el movimiento de las escuelas nuevas. El paso por esta escuela tuvo una gran influencia en su pensamiento y acción.
En 1933 trabajó en una institución para niños difíciles en Inglaterra. De 1934 a 1935 trabajó en la educación de jóvenes para Fritz Wartenweiler, pedagogo y pacifista suizo fundador del centro de formación de adultos Herzberg. 
En 1935 Olgiati se convirtió en el secretario de la organización pacifista, Servicio Civil International (SCI), creada el 1920 por Pierre Cérésole.

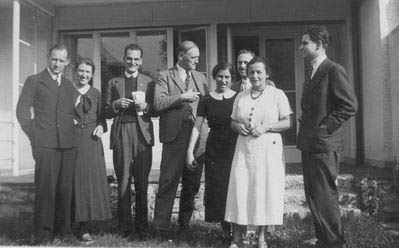
Comité de SCI en 1936 en Suiza. Olgiati tercero desde la izquierda, Pierre Cérésole a su derecha.

Durante la Guerra Civil Española, Olgiati fue el secretario del Comité Suizo de Ayuda a los Niños de España, más conocido como Ayuda Suiza, en alemán, Schweizerischen Arbeitsgemeinschaft für Spanienkinder (SAS), una plataforma de entidades no gubernamentales, liderada por SCI que desarrolló desde 1937 una misión humanitaria principalmente en la zona republicana. La misión consistió, sobre todo, en la evacuación de niños desde zonas castigadas por la guerra hacia otros lugares más seguros; el apoyo material y humano en el reparto de víveres y otros artículos de primera necesidad procedentes de las donaciones suizas en colonias infantiles, hospitales y refugios; la organización de cantinas de leche para la población vulnerable o desplazada. Los voluntarios trabajaron, sobre todo, en Madrid, Burjassot (Valencia) y Barcelona.

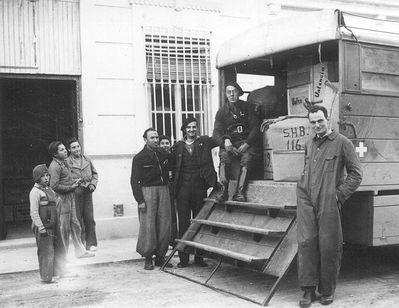
Transporte de comida por parte de la Ayuda Suiza en España en 1937, durante la Guerra Civil. Rodolfo Olgiati aparece el primero por la derecha.

En España, Olgiati conoció a Irma Schneider, también voluntaria del Servicio Civil International, su futura esposa, que como ex-profesora de la escuela suiza de Barcelona, regentaba la cantina para mujeres embarazadas y lactantes en Madrid, que formaba parte de las instalaciones de la Ayuda Suiza. Olgiati y Schneider también coincidieron en Barcelona con otra voluntaria de SCI, Ruth von Wild. 
Más adelante, en 1944, Olgiati escribió sus memorias y reflexiones sobre su experiencia en la Guerra Civil Española.
Después de la Retirada (enero-febrero 1939), la Ayuda Suiza continuó prestando servicios a la población refugiada, reorganizando su infraestructura en el sur de Francia. Es en este contexto, en el que se crea la colonia para niños españoles refugiados (colonia suiza del Château lleva Lac) en Sijan (Aude) y la maternidad de Elna, dirigidas por Ruth von Wild y Elisabeth Eidenbenz, respectivamente.
Al poco del estallido de la Segunda Guerra Mundial, la ayuda humanitaria se extendió a otros países en guerra. El comité pasó a denominarse "Cártel Suizo de Socorro a los Niños víctimas de la guerra", en alemán Schweizerischen Arbeitsgemeinschaft für kriegsgeschädigte Kinder. Olgiati se mantuvo en la secretaría, coordinando una campaña para la tarea humanitaria a la "zona libre" del sur de Francia y en Suiza del 1940 al 1941, las actividades de los voluntarios y las negociaciones con las autoridades en Berna.

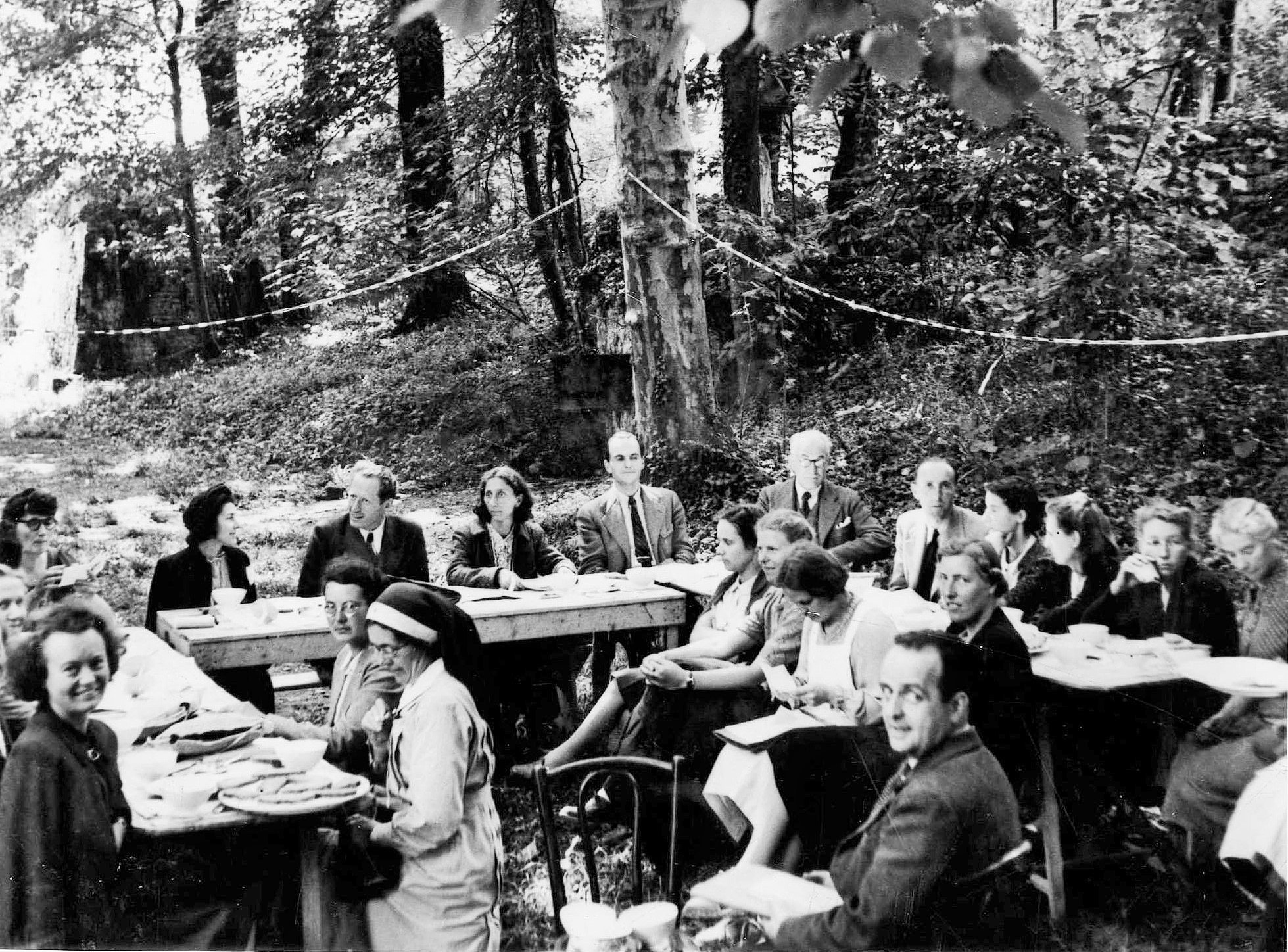
Reunión del personal del SRK en Montluel, departamento de Ain, Francia, junio de 1942. Rodolfo Olgiati (cuadro al fondo: primero desde la derecha).

En enero de 1942, cuando el "Cártel Suizo de Socorro a los Niños víctimas de la guerra" fue transferido a la Cruz Roja Suiza, Olgiati aportó su experiencia organizativa como secretario central, pero dimitió a finales de 1943.
Desde finales de 1944 hasta 1948, Olgiati fue el responsable de operaciones del Schweizer Spende o Don suisse, entidad de ayuda para la reconstrucción post-bélica que a partir del 1948 se convirtió en la Ayuda suiza en Europa (actualmente SwissAid). Contó con la colaboración de Marianne Flügge-Oeri, que también había formado parte de la Ayuda Suiza. En particular, Olgiati gestionó la ayuda para la población desplazada en Alemania.
Del 1949 al 1970, Olgiati fue miembro de la Cruz Roja Internacional con sede en Ginebra, a donde se trasladó.
Olgiati es considerado como uno de los principales fundadores de la organización suiza de ayuda al desarrollo Helvetas, en 1955, con el propósito de transitar desde la ayuda a la reconstrucción en Europa hacia el trabajo para la paz en las regiones extraeuropeas. Así pues, el 1955 funda la asociación "Ayuda suiza en las regiones extraeuropeas" (ASRE) (en alemán Schweizerisches Hilfswerk für aussereuropäische Gebiete), conjuntamente con Regina Kägi-Fuchsmann, también activista con una trayectoria similar. Esta entidad, a partir del 1965, se convirtió en Helvetas. Del 1949 al 1958, Olgiati trabajó también para el Comité Internacional de la Cruz Roja CICR. 
El 1958, asumió la dirección de la reciente fundada Hogar Evangélico de Suiza Oriental en Wartensee (cantón de Saint-Gallo). 
A lo largo de su vida, Olgiati también trabajó para la creación de un servicio civil alternativo al servicio militar en Suiza.
El 1958 fue nombrado doctor honoris causa por la Universidad de Basilea.
Después de su jubilación, el 1970, fue miembro honorario del CICR.

## Obras
- « Réflexions sur el aide suisse dans el aprendido-guerre », Lausanne, 1944, 7 p., tiré à parte de Suisse contemporaine
- Nicht in Spanien hat's begonnen : von Erfahrungen und Erlebnissen internationaler Hilfsarbeit, Bern, H. Lang & Cie, 1944.
- Werkplätze einer Zukunft, Bern, H. Lang, 1975 (ISBN 326101444X)